# Березовий (Глазовський район)
Бере́зовий (рос. Берёзовый) — хутір (колишнє селище) в Глазовському районі Удмуртії, Росія.

## Населення
Населення — 33 особи (2010; 36 в 2002).
Національний склад станом на 2002 рік:
- росіяни — 58 %
- удмурти — 36 %

## Урбаноніми[3]
- вулиці — Сонячна